# Mortsel
Mortsel es una ciudad y comuna (en neerlandés: gemeente) cercana a la ciudad de Amberes, localizada en la provincia belga de Amberes. La comuna comprende solamente la ciudad misma de Mortsel. Al 1 de enero de 2020 Mortsel tenía una población total 26.170 habitantes. El área total de la comuna es de 7,78 km², es decir, una densidad demográfica de 3317 habitantes por km²: la más elevada de la Región Flamenca y la 2ª de Bélgica (detrás de Saint-Nicolas, Lieja) fuera de la Región de Bruselas-Capital.
La ciudad se compone de las áreas de Mortsel-Dorp, Oude-God y Luithagen. Mortsel está bordeado por Amberes (distritos de Wilrijk, Berchem y Deurne), Borsbeek, Boechout, Hove y Edegem.
Las oficinas centrales de Agfa-Gevaert se encuentra en Mortsel.
Mortsel fue víctima de una de las mayores tragedias y errores de la Segunda Guerra Mundial. El 5 de abril de 1943, el bombardeo de la fábrica de coches Minerva, usada en la época como taller de reparación de aviones de la Luftwaffe, que fue blanco de un importante bombardeo aliado, pero no solamente las bombas no dieron con el objetivo sino que alcanzaron una zona residencial, llevando a la muerte de 936 civiles, entre ellos 209 niños. El último misil V2 lanzado sobre Amberes el 27 de marzo de 1945 terminó golpeando Mortsel, matando 27 personas.

## Demografía

### Evolución
Todos los datos históricos relativos al actual municipio, el siguiente gráfico refleja su evolución demográfica.
| Gráfica de evolución demográfica de Mortsel entre 1846 y 2020 |
|                                                               |